# عبد الفتاح المغربي
عبد الفتاح المغربي (1898 - 1985) سياسي ورجل دولة سوداني. شغل منصب عضو الهيئة الجماعية على رأس الدولة السودانية ( مجلس السيادة السوداني الأول) من عام 1955 إلى عام 1958.
في الأول من يناير 1956 نال السودان إستقلاله تحت اسم جمهورية السودان من دولتي الحكم الثنائي وبنظام حكم رئاسي (مجلس سيادة خماسي) وبرلماني، ووجود منصب رئيس الوزراء، ترأس د.عبد الفتاح المغربي أول مجلس سيادة لجمهورية السودان المستقلة.

## حياته
ولد عبد الفتاح محمد المغربي عام 1898. كان والد (محمد مصطفى) يشغل منصب كبير كتاب ولاية دنقلا الذي منحه إياه محمد أحمد المهدي. درس عبد الفتاح في الجامعة الأمريكية في بيروت ضمن الوفد الطلابي الأول للدراسة خارج السودان، وتخرج بدرجة الدكتوراه في الرياضيات. ثم عمل كمحاضر للرياضيات في كلية جوردون التذكارية بعد تخرجه.
عين المغربي عام 1951 كعضو المعارضة الوحيد في المجلس التشريعي الذي كان يناقش مسألة دستور البلاد. ,بعد الاستقلال، أصبح المغربي عضوًا في أول مجلس سيادة سوداني في الفترة من 26 ديسمبر 1955 إلى 17 نوفمبر 1958، ورئيسًا للمجلس الأعلى للولاية المكون من خمسة رجال. كان رئيس الوزراء إسماعيل الأزهري حتى 5 يوليو 1956 يليه عبد الله خليل حتى 17 نوفمبر 1958. وانتهى مجلس السيادة السوداني الأول في 17 نوفمبر 1958 عندما استولى الفريق إبراهيم عبود على السلطة في انقلاب عسكري. وتولى إبراهيم عبود الرئاسة، وتم حل المجلس، مما أدى إلى تغيير في هيكل الحكم في السودان من النظام البرلماني إلى الحكم العسكري.

## حياته الخاصة ووفاته
تزوج عبد الفتاح من فيليبا المغربي عام 1937 وهي ممرضة بريطانية تعمل في هيئة الخدمات الصحية السودانية. أقام هو وفيليبا بين عامي 1937 و1948 في الجريف الواقعة على بعد خمسة أميال خارج الخرطوم على طول ضفاف النيل الأزرق. خلال فترة وجودهم هناك، تولت فيليبا دور ممرضة المنطقة غير الرسمية في القرى المجاورة. كتبت مذكرات توثق تاريخ الخرطوم في كتاب بعنوان (الأيام الأولى في الجريف).
توفي عبد الفتاح عام 1985 في نيوتن أبوت في ديفون بإنجلترا.

## مجلس السيادة الأول
- تكون مجلس السيادة الأول من كل من:

1. السيد د.عبد الفتاح المغربي.
2. السيد القاضي؛ الدرديري محمد عثمان.
3. السيد أحمد محمد يسن.
4. السيد سرسيو أيرو واني.
5. السيد أحمد محمد صالح. [6]